# Andengradspolynomium
Et andengradspolynomium er et polynomium, hvori den uafhængige variabel indgår i op til anden potens. Det har altså følgende forskrift:
{\displaystyle P_{2}(x)=ax^{2}+bx+c\quad ,\quad a\neq 0}
hvor {\displaystyle P_{2}(x)} er en funktion af den uafhængige variabel {\displaystyle x}, og {\displaystyle a}, {\displaystyle b} og {\displaystyle c} er konstanter.
En funktion uden andenordensleddet er et førstegradspolynomium. En funktion, hvor det højeste led er af tredje orden, er et tredjegradspolynomium.

## Konstanternes rolle
Hvis konstanten {\displaystyle c} ændres, ændrer funktionsværdierne sig lige så meget. Konstanten {\displaystyle b} afgør sammen med {\displaystyle a}, hvor funktionens ekstremum er, mens {\displaystyle a} alene bestemmer krumningen eller den anden afledte, idet:
{\displaystyle {\frac {d^{2}P_{2}(x)}{dx^{2}}}=2a}
Det ses, at krumningen bliver større, når {\displaystyle a} bliver større, og et negativt {\displaystyle a} giver en negativ krumning.

## Nulpunkter
For andengradspolynomiets nulpunkter eller rødder {\displaystyle r_{i}} gælder
{\displaystyle P_{2}(r_{i})=ar_{i}^{2}+br_{i}+c=0}
hvilket er en andengradsligning.

### Løsning
Nulpunkterne er givet ved
{\displaystyle r_{i}={\frac {-b\pm {\sqrt {b^{2}-4ac}}}{2a}}}
hvor udtrykket i kvadratroden er diskriminanten {\displaystyle d}:
{\displaystyle d=b^{2}-4ac}
Diskriminanten er afgørende for hvilke løsninger, der er mulige. Det gælder:
- {\displaystyle d>0}: 2 reelle løsninger:
- {\displaystyle d=0}: 1 reel løsning; denne løsning kaldes en dobbeltrod.
- {\displaystyle d<0}: Ingen reelle løsninger, men 2 komplekst konjugerede løsninger. Dette sker, fordi kvadratroden tages af et negativt tal.

## Symmetri
Andengradspolynomiet er symmetrisk omkring ét enkelt punkt {\displaystyle s} givet ved:
{\displaystyle s=-{\frac {b}{2a}}}

### Bevis for symmetri
Det kan vises ved at teste, om der findes et punkt, der opfylder symmetribetingelsen:
{\displaystyle P_{2}(s-h)=P_{2}(s+h)\quad ,\quad h>0}
hvor {\displaystyle h} er en konstant. Forskriften skrives ud og forsimples så vidt muligt:
{\displaystyle {\begin{aligned}a(s-h)^{2}+b(s-h)+c&=a(s+h)^{2}+b(s+h)+c\\a(s-h)^{2}+bs-bh&=a(s+h)^{2}+bs+bh\\as^{2}+ah^{2}-2ash+bs-bh&=as^{2}+ah^{2}+2ash+bs+bh\\-2ash-bh&=2ash+bh\\-h(2as+b)&=h(2as+b)\end{aligned}}}
Kun nul kan være lig med minus sig selv. Da {\displaystyle h} er større end nul, må udtrykket i parentesen være nul:
{\displaystyle {\begin{aligned}2as+b&=0\\2as&=-b\\s&=-{\frac {b}{2a}}\end{aligned}}}
Det ses, at der altså er et punkt, som polynomiet er symmetrisk omkring. Dette er også polynomiets ekstremum, da funktionen enten er stigende på begge sider af punktet eller faldende på begge sider af punktet.

## Ekstremum
Et andengradspolynomium har altid ét ekstremum {\displaystyle T_{p}}, og koordinaterne for dette er bestemt ved følgende formel:
{\displaystyle T_{p}=\left(-{\frac {b}{2a}};-{\frac {d}{4a}}\right)}
Det vil enten være et minimum eller et maksimum afhængigt af, om konstanten {\displaystyle a} er positiv eller negativ.

### Udledning af ekstremum
Da {\displaystyle x}-værdien for polynomiet allerede er fundet under Symmetri, kan den indsættes i funktionsforskriften for at finde {\displaystyle y}-værdien:
{\displaystyle {\begin{aligned}t&=P_{2}(s)\\t&=a\left(-{\frac {b}{2a}}\right)^{2}+b\left(-{\frac {b}{2a}}\right)+c\\t&=a{\frac {b^{2}}{4a^{2}}}-{\frac {b^{2}}{2a}}+c\\t&=-{\frac {b^{2}}{4a}}+c\\t&=-{\frac {b^{2}-4ac}{4a}}\\t&=-{\frac {d}{4a}}\end{aligned}}}
hvilket er det ønskede udtryk.

### Udledning ved differentiation
Hvis {\displaystyle x}-værdien ikke allerede kendes fra symmetrien, kan den findes ved at differentiere andengradspolynomiet, da hældningen i et ekstremum er nul. Hældningen er givet ved:
{\displaystyle {\frac {dP_{2}(x)}{dx}}=2ax+b}
Dette sættes til nul, så {\displaystyle s} kan findes:
{\displaystyle {\begin{aligned}2as+b&=0\\2as&=-b\\s&=-{\frac {b}{2a}}\end{aligned}}}
Det ses, at ekstremum er det samme som symmetripunktet.

## Omskrivninger
Forskriften for et andengradspolynomium kan omskrives, så forskellige aspekter ved polynomiet bliver tydeligere. Herunder præsenteres faktorisering og toppunktsnotation.

### Faktorisering
For at gøre rødderne tydelige kan et andengradspolynomium skrives som:
{\displaystyle P_{2}(x)=a(x-r_{1})(x-r_{2})}

#### Bevis for faktorisering
At polynomiet kan udtrykkes med rødderne, kan vises. Først ganges parenteserne sammen:
{\displaystyle P_{2}(x)=a(x^{2}-(r_{1}+r_{2})x+r_{1}r_{2})}
Generelt er rødderne:
{\displaystyle {\begin{aligned}r_{1}&={\frac {-b+{\sqrt {d}}}{2a}}\\r_{2}&={\frac {-b-{\sqrt {d}}}{2a}}\end{aligned}}}
Dette indsættes:
{\displaystyle {\begin{aligned}P_{2}(x)&=a\left(x^{2}-\left({\frac {-b+{\sqrt {d}}}{2a}}+{\frac {-b-{\sqrt {d}}}{2a}}\right)x+{\frac {-b+{\sqrt {d}}}{2a}}\cdot {\frac {-b-{\sqrt {d}}}{2a}}\right)\\P_{2}(x)&=a\left(x^{2}+{\frac {b}{a}}x+{\frac {1}{4a^{2}}}(b^{2}-d)\right)\end{aligned}}}
Udtrykket for diskriminanten indsættes nu:
{\displaystyle {\begin{aligned}P_{2}(x)&=a\left(x^{2}+{\frac {b}{a}}x+{\frac {1}{4a^{2}}}(b^{2}-b^{2}+4ac)\right)\\P_{2}(x)&=a\left(x^{2}+{\frac {b}{a}}x+{\frac {4ac}{4a^{2}}}\right)\\P_{2}(x)&=a\left(x^{2}+{\frac {b}{a}}x+{\frac {c}{a}}\right)\\P_{2}(x)&=ax^{2}+bx+c\end{aligned}}}
Hvilket er det oprindelige udtryk.

### Toppunktsnotation
For at gøre polynomiets ekstremum tydeligt, kan forskriften skrives som:
{\displaystyle P_{2}(x)=a(x-s)^{2}+t}

#### Bevis for toppunktsnotation
Ligesom faktorisering kan denne notation vises ved at indsætte udtrykkene for ekstremum:
{\displaystyle {\begin{aligned}P_{2}(x)&=a\left(x+{\frac {b}{2a}}\right)^{2}-{\frac {d}{4a}}\\P_{2}(x)&=a\left(x^{2}+{\frac {b^{2}}{4a^{2}}}+{\frac {b}{a}}x\right)-{\frac {d}{4a}}\\P_{2}(x)&=ax^{2}+bx+{\frac {b^{2}}{4a}}-{\frac {d}{4a}}\\P_{2}(x)&=ax^{2}+bx+{\frac {b^{2}-d}{4a}}\end{aligned}}}
Udtrykket for diskriminanten indsættes:
{\displaystyle {\begin{aligned}P_{2}(x)&=ax^{2}+bx+{\frac {b^{2}-b^{2}+4ac}{4a}}\\P_{2}(x)&=ax^{2}+bx+c\end{aligned}}}
Hvilket er det oprindelige udtryk.